# Обозный
Обо́зный — нижний чин, состоящий при обозе, название должности в Русском войске и войске Польско-литовской республики (в том числе в Великом княжестве Литовском и Русском), и лицо находящееся на ней.
В Древнем Риме обозные служители (люди) — кало́ны (calones). Впоследствии число кало́нов в Римском войске увеличилось до того, что они принимали участие в боях, сражениях и битвах.

## Древний Рим
Обозные люди (рабы-погонщики) в Римском войске назывались Калоны (Calones). В начальный период Римской империи их могли брать в поход на войну, и усмирение захваченных территорий, только трибуны и центурионы. Впоследствии число калонес в Римском войске увеличилось до того, что они принимали участие в боях, сражениях и битвах.

## Россия
В регулярной армии Пётр I ввёл в штатную структуру полков обоз (солдатского строя — 63-и повозки, драгунского строя — 60 повозок).
До 1711 года в полках Русского войска унтер-офицер, исправлявший должность фельдфебеля нестроевой роты назывался обозный (полковой обозный). На должность обозного пехотного и драгунского полка назначался унтер-офицер, заведовавший казённым обозом и полковыми подъемными лошадьми с их упряжью. Под его руководством состояли все полковые погонщики (извощики), для прислуги и ухода за казёнными лошадьми и фурманами, число которых зависело от величины подъёмною части (обоза). В извозчики обыкновенно поступали все вновь принимаемые на военную службу, так что это было первое и самое низшее звание солдата. Привыкнув к военным порядкам и требованиям, извозчики переименовывались в солдаты, на свободные вакансии в ротах, а на их места поступали рекруты. Таким образом извощичья служба была в то время первою школою для поступающих в полк, и служила переходом из домашнего быта в солдатский. Позже в гвардейских и армейских полках в помощь полковому обозному, были учреждены ротные обозные, а в тех же случаях, когда к обозу придавалась полковая артиллерия и отдельные войсковые команды, обозный поступал под начальство особо наряжаемых офицеров. 
Позже, с момента издания, в 1711 году, штатов пехотных и драгунских полков вооружённых сил, полковому обозному присвоено название Вагенмейстер.
Обозные относились к нестроевым чинам. В Малороссии, в период XVII — XVIII веков, в гетманской канцелярии был генеральный обозный. В Казачьем войске и слободских полках была выборная должность полковой обозный. Так полковая старшина, в зависимости от полка казаков, включала полковника,  обозного, судью, есаула, хорунжего и писаря. Полковой обозный — был первым заместителем полковника, и заведовал в казачьем полку обозом, артиллерией и фортификацией. В отсутствие казачьего полковника замещал его, но не имел права издавать приказы-универсалы.

## Польско-литовская республика
Обо́зный (obozny) — должностное лицо, на обязанности которого лежало устройство военного обоза на месте, назначенном предводителем войска, должность в войске Польско-литовской республики (в том числе в Великом княжестве Литовском и Русском).
Главных обозных (obozny wielki) было два: коронный (польский) и литовский. И занимались они поиском места для лагеря, его укреплением, расквартировкой войск. 
Должность введена в 1633 году. На Сейме 1717 года было установлено жалование в размере 15 000 злотых. Когда должность главного обозного стала дигниторской (почётной, то есть номинальной) его функции перенял польный (войсковый) обозный, которых могло быть несколько (обычно два). В XVIII веке должность обозного польного также стала дигниторской. Обозные назначались гетманами, с 1768 года — пожизненно. В XVIII веке существовали также поветовые обозные.